# Besnúnia
Besnúnia (em armênio/arménio: Բզնունիք; romaniz.: Besnunikʿ[a]), referida em assírio e urartiano como Aidu e Aidune, segundo a Geografia de Ananias de Siracena (século VII), foi um gavar (cantão) da província de Turuberânia, no Reino da Armênia. Compreendia uma área de 925 quilômetros quadrados e sua principal cidade era Balexe (Բաղէշ, Bałēš; atual Bitlisse). Por séculos, o cantão emprestou seu nome ao lago de Vã. Fazia parte dos domínios da família Besnúnio, uma das casas principescas da Armênia, que no reinado de Cosroes III (r. 330–339) foi exterminada por trair o reino e seu aliado, o Império Romano, ao apoiar os interesses do Império Sassânida. Desde a extinção dos Besnúnios, foi concedida ao bispo de Besnúnia. Em 591, o imperador Maurício recebeu vastas porções da Armênia sassânida em compensação da ajuda militar prestada ao xainxá Cosroes II (r. 590–628). Todos os distrito que compunham Turuberânia foram incluídos na província recém-fundada da Armênia Interior. Em 655, foi concedida a Amazaspes IV e no século IX, foi tomada pelo Emirado Cáicida.